# 超少女REIKO
『超少女REIKO』（ちょうしょうじょレイコ）は、1991年11月16日公開の東宝映画製作の日本映画。大河原孝夫初の脚本・監督作品で、サイキック・ホラー・ムービー。観月ありさ主演作品。
助監督採用を中止して久しい東宝最末期の社員助監督だった大河原があえて外部コンテストに自作シナリオを投じて自身監督による映画化にこぎつけた意欲作だったが、興行的には失敗に終わった。
当時、観月と同じ事務所に所属していた小泉今日子が特別出演している。

## 概要
（映画公開時の宣伝文）
主演に1991年当時、注目度No.1だった観月ありさ（今作品が映画デビュー作で初主演）を迎え、東宝映画期待の新鋭・大河原孝夫監督が贈る、戦慄のサイキック・ホラー・ムービー。
今作品は、大河原監督のオリジナル脚本で、第13回城戸賞・準入賞作品。映画化のために4年の歳月が費やされた。超能力や超常現象を扱ったテーマ性、ジェットコースターのようなスリル＋スピード感溢れるストーリー性、そして何よりも東宝ならではの特撮シーンが随所に盛り込まれたエンターテインメイント性ゆえに、早くから映画化が期待されていた。しかし、ただ一つの難問「REIKOを誰が演じるか?」…この答えを見つけるには、観月ありさの出現を待たねばならなかったという。
いま、愛の力がためされるとき―
すべてを破壊し尽くす闘いがはじまった、愛を信じる少女と、愛に縛られた少女の。REIKOは消えゆく意識の中で“愛の力”の意味を知った……

## あらすじ
文化祭を一週間後に控えた香陵学園高校で、不可解な超常現象が起き始めた。
事態を憂慮した超能力少女・九藤玲子と5人の有志たちはESP研究会を結成し、日々エスカレートするポルターガイストや深夜の校舎を徘徊する“亡霊”の謎に敢然と挑む。霊媒師の祖母を持つ玲子は、降霊会を開き、亡霊の魂の呪縛を解き放とうとするのだが、もう少しというところで逆に乗り移られてしまう。ここから事態は二転三転。玲子たちは、運命に導かれるまま、全てを破壊し尽くす壮絶なサイキックバトルへと巻き込まれるのであった…。

## ストーリー
9月27日（第1日目）
香陵学園高校内において、不可思議な現象が続発する。
誰も居ない音楽室からピアノの音が聞こえ、家庭科室では足跡だけが歩き回る。原因は、誰かの手の込んだ悪戯やトリックとは考えられず、明らかに“見えない何者か”が校内を徘徊しているのだ。
そして“それ”が引き起こす怪現象は、日々、エスカレートの一途を辿っていた。生徒たちは一様に日の暮れを恐れ、授業が終わると、部活動もそこそこに家路についてしまう。文化祭は、一週間後だというのに…。
そこで立ち上がったのが、この学園の生徒会長・緒方志郎を始めとする“6人の戦士たち”であった。
生徒会長の緒方。生徒会副会長の由美。剣道部キャプテンの雄二。二年生だが、成績優秀で知られる新城。女番長の梨花。
そして、もう一人、一年生の女生徒・九藤玲子。彼女は祖母に霊媒師を持ち、霊感の強い体質だった。
彼らは、「安全にしてかつ通常なる学園生活の復活を!」と教師の山川を顧問に祭り上げ、ここに“ESP研究会”なるものを組織編成し敢然（?）とこれからの怪現象に挑戦するのだった。だが、会結成と同時に、早速6人をポルターガイスト現象が襲って来た。

9月28日（第2日目）
次の日には巨大な鬼火が迫る。しかし、霊媒師の血を引く玲子の“力”によって彼らは危機を脱する。

9月29日（第3日目）
3班に分かれて原因究明に乗り出した彼らの前に、いよいよ亡霊がその実態を現す。図書室に出現した亡霊は、長い髪を蛇のように蠢かせ空中を不気味に浮遊する、見慣れぬ制服を着た一人の女子高生であった。

9月30日（第4日目）
彼らは守勢から攻勢に転じる。降霊会を催し、今度は亡霊を逆に呼び出そうというのだ。それを聞きつけた教師の山川は当初は反対するが、玲子の説得により自ら降霊会の決行を促す。
夜の道場― そこで7人は円卓を取り囲み、道場の隅にビデオカメラを設置して降霊会を始める。やがて亡霊が出現。玲子の必死の問い掛けで、亡霊の名前は「しみずまちこ」とわかる。しかし、なぜこの高校に出没するのか、その肝心の点が不明のまま玲子は「しみずまちこ」を名乗る亡霊に取り憑かれてしまう。
玲子の無事を自宅で祈祷中、玲子が危険な状況に陥っていることを察知した祖母・九藤光霊は、玲子の父・俊夫とともに学校へ駆けつけた。光霊は校舎屋上で悪霊と対決し、ようやく除霊に成功する。しかし、以前から心臓の悪かった光霊は、直後、屋上から足を踏み外して転落してしまう。

10月1日（第5日目）
前日得た手掛かりをもとに、一同は謎の解明に取り掛かる。「しみずまちこ」は確かに遠く離れた高校に実在し、そしてひと月前に書き置きを残して失踪していたという事実が判明する。その書き置きには、次のように書かれていた。
「あなたとの思い出を脳に秘めて Jへ まちこ」（実際に映像として作品に登場した書き置きの原文ままの表記の「脳」は文の内容から推測するに、「胸」の誤字と思われる）
そのJとは、演劇部の二枚目・渡辺譲治。譲治は「しみずまちこ」の在籍していた島根県の温良高校からの転校生だったのである。亡霊は、かつて実らなかった恋の相手の譲治を慕って、この高校に出没したのであった。
そして新城は、前日の降霊会の様子を録画したビデオ映像を分析する。すると、「しみずまちこ」は「レイコ」という言葉を発した後、もう一度「レイコ」と発するが、その後に苗字らしきものを発していた。その言葉は「ウアオ」とも聞こえた。 新城がパソコンで全校生徒の個人データを閲覧し、「レイコ」という名の生徒を虱潰しに捜していると、ただ一人だけ該当する生徒がいた。その名は深尾麗子。それは、玲子や渡辺譲治と同じ演劇部に所属する生徒の名前であった。 だが、これが意味するものとは一体…。
学園はようやく平静を取り戻し、そして翌日…。

10月26日（第6日 - 最後の日）
文化祭「香陵祭」当日。校庭を大勢の生徒たちや保護者が行き交い、各教室、廊下ともバザーや展示発表会でごった返し、ESP研のメンバー各員もそれぞれに文化祭を楽しんでいる。
その文化祭の真っ最中に 再び超常現象が発生する。昼間から、それも校内のあちこちで同時に。被害者は、いずれも渡辺譲治のファンの女生徒であった。
「しみずまちこ」の亡霊が帰って来たのだ。
頼りになる九藤玲子は祖母に付き添って病院に向い、校内にはいない。緒方ら5人は恐怖で体を震わせる。
どうしても「しみずまちこ」と深尾麗子との接点を見出せない5人。恐らく、深尾麗子が何らかの事情を知っていると考えられるのだが…。
しかし、この一連の幽霊騒動の真相は、全く別のところにあったのである。
「しみずまちこ」の亡霊を利用し、操っていた者・深尾麗子の本籍地は青森県ということが個人データにより判明した。深尾麗子はイタコの家系ではないかと推測する新城。深尾麗子が玲子と同じく霊感の強い体質で、強い霊能力で「しみずまちこ」を操っていたとしたら、全ての辻褄が合う。
だが、肝心の深尾麗子の姿は校内のどこにも見当たらない。深尾麗子は体育館で行われている演劇「ハムレット」で鎧を身に纏い、兜を被ってステージに立っていた。
ESP研メンバーは果敢にも、その真の敵に戦いを挑む。そして彼らの危機を察し、文化祭に駆けつける玲子。
そして、この新たな敵と玲子との一騎討ち、校内で壮絶なバトルが始まった!
対決場所を「ハムレット」公演中の体育館からテレポーテーションにより移動した二人のREIKO。
麗子は渡辺譲治が転校して来て以来、譲治に恋心を抱いていたのだった。譲治が「しみずまちこ」と同じ高校に通っていたころ、「しみずまちこ」を妊娠させてしまったのだ。譲治が転校してからも、途方に暮れていた譲治のもとに「しみずまちこ」からの手紙が届いていたことを知った麗子は、譲治の全ての事情を知った上で、「しみずまちこ」に暗示をかけ、伊豆の海に身投げさせたというのだ。校内を次々とテレポーテーションで移動し戦う場所を変えながら、麗子が悪びれる様子も無く語った事実であった…。そしてまた、玲子が譲治に、譲治が玲子に淡い恋心を示していたことも麗子にとっては許し難いことであった。
やがて互いに血塗れになりながらも、それぞれのサイコパワーで熾烈を極め、再び「ハムレット」の会場である体育館へとテレポーテーションで戻って来た2人のREIKO。
麗子の圧倒的なサイコパワーを征することが出来なかった玲子は、ステージ上で倒れてしまう。
その時、ステージの袖から「しみずまちこ」の亡霊が現れ、麗子のもとに近づき、麗子が腰に付けていた剣を抜き、麗子の喉を真横から静かに刺し貫いた。そして、ステージにはどこからともなく濃い霧が立ち込め、「しみずまちこ」は麗子とともに浮かび上がるとどこかへ消え、ステージの幕も下ろされたのであった。

数日後
静岡県下田の石廊崎の崖下の海では、消防の手により一体の白骨腐乱遺体があがった。
遺留品を調べたところ、失踪していた「しみずまちこ」の遺体と判明した。「しみずまちこ」の腐乱し白骨化しかかった手には麗子の喉を刺した物と同じ形状で刃先が折れた剣があった。そして不思議なことに、かつて降霊会で山川が空高く空中を浮遊した際に故意に海へ落としたペンも「しみずまちこ」の遺留品から発見されたのだった。

## 出演
- 九藤 玲子（くどう れいこ）：観月ありさ
- 緒方 志郎（おがた しろう）：大沢健
- 内藤 由美（ないとう ゆみ）：島崎和歌子
- 高品 雄二（たかしな ゆうじ）：長澤ユキオ
- 万田 梨花（まんだ りか）：山田久子
- 新城 高史（しんじょう たかふみ）：磯崎洋介
- 朝倉（あさくら）：筒井道隆
- 渡辺 譲治（わたなべ じょうじ）：杉原貴志
- しみず まちこ（清水 真知子）：井上麻美
- 深尾 麗子（ふかお れいこ）：佐倉しおり
- 九藤 俊夫（くどう としお）：佐藤B作
- 九藤 光霊（くどう みつれい）：菅井きん
- 藤沢教諭（ふじさわ）：小泉今日子
- 山川教諭（やまかわ）：佐藤浩市

## スタッフ
- 脚本・監督：大河原孝夫
- 製作：富山省吾
- 撮影：山田健一
- 美術：鈴木儀雄
- 録音：斉藤禎一
- 照明：蝶谷幸士
- 編集：長田千鶴子
- 助監督：三好邦夫
  - 監督助手：手塚昌明、蔵方政俊、黒川礼人
- 製作担当者：前田光治
- 音楽：朝川朋之
- 効果：伊藤進一
- 特殊効果：浅田英一
- 特殊視覚効果：IMAGICA特撮グループ
  - チームリーダー：西康夫
- 特殊効果：鳴海聡
- 特殊メイク：織田尚、山木綾子、菅野稔
- スタント：宮辺勝彦、小池達朗、神保良
- カースタント：スーパードライバーズ
- 製作協力：バーニングプロダクション
- 協力：富士通、KENWOOD、シードコンタクト、日本エフェクトセンター、ツドー工房、プロジェクトプロ、B.A.S.E、本田航空、ステップ
- 現像：IMAGICA
- プロダクション協力：東宝映像美術、東宝音楽出版、東宝コスチューム、東宝サウンドクリエイティブスタジオ、東宝スタジオ
- 製作：東宝映画
- 配給：東宝

- ノベライゼーション：集英社コバルト文庫刊

## 主題歌
- 観月ありさ

風の中で （コロムビアレコード）
作詞・作曲：尾崎亜美 編曲：井上鑑

## 制作
監督の大河原孝夫は、東宝で助監督を10年近く務めていたが、以前のように年功序列で監督に昇格していく時代ではなくなり、昇格できるチャンスが少なくなっていたため、実力をアピールするために本作品の脚本を執筆した。大河原は企画として東宝本社へ提出したがなかなか通らず、はずみをつけるため第13回城戸賞へ応募し準入賞を果たしたことで映画製作の実現に至る。しかし、その後も主演の選考などが難航し、実際に動き出すまでにはさらに3年を要した。
大河原は、とある映画の完成パーティで挙がった「日本映画に怖い映画はない」という話題から着想を得ており、ただ観客を怖がらせるのではなく、霊的な存在よりも人間の方が怖いというコンセプトとした。また、ゴジラシリーズとは違う方向性で特撮の持つ力を出していきたいとも考えていた。
本作品の興行は失敗し、東宝取締役の堀内實三から呼び出しを受けたプロデューサーの富山省吾は詫びを入れることを覚悟していたが、堀内は作品の出来が悪い訳ではないとして大河原に次のチャンスを与えるよう富山へ指示し、大河原は『ゴジラvsモスラ』の監督に起用されることとなった。大河原は、次の監督作品はしばらくないだろうと覚悟していたため、この起用は意外であったと述懐している。
富山によれば、オリジナルビデオ『未来忍者 慶雲機忍外伝』（1988年）と2本立て上映にするという案もあり、このときの繋がりから同作品を制作したナムコが『ゴジラvsモスラ』にも参加することとなった。

## 映像ソフト
- VHS 品番 TG4348[8]
- LD 品番 TLL2387[8]
- DVD
  - 2005年3月25日、DVDが発売された。
  - 2013年11月8日、期間限定プライス版として再発売された。
  - 2015年8月19日、東宝DVD名作セレクションとして再発売された。